# Euderus vockerothi
Euderus vockerothi är en stekelart som beskrevs av Yoshimoto 1971. Euderus vockerothi ingår i släktet Euderus och familjen finglanssteklar. Inga underarter finns listade i Catalogue of Life.